# Хронограф 354 року

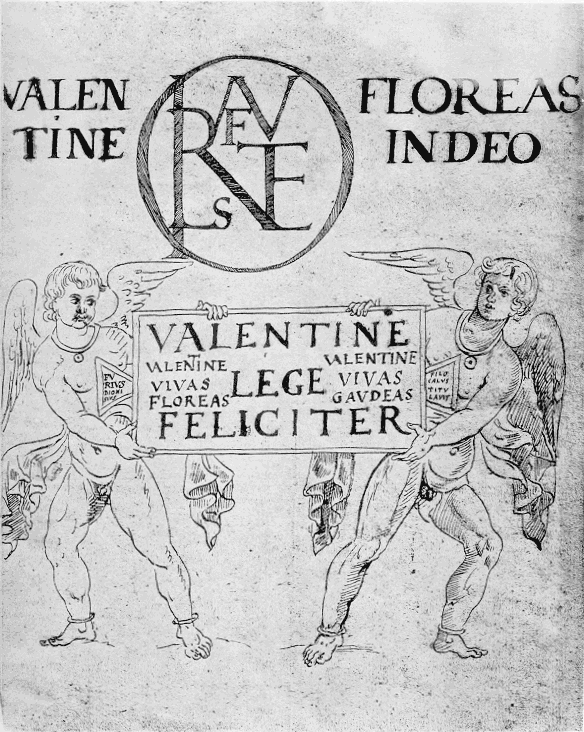
Титульна сторінка Хронографа. Текст написів: «Валентине, процвітай в Бозі» (зверху), «Фурій Діонісій Філокал ілюстрував цю роботу» (у трикутниках), «Валентине, читай щасливо» (великий напис у середині), «Валентине, живи і процвітай» (ліворуч), «Валентине, живи і радій» (праворуч).

Хронограф 354 року (інші назви Календар 354 року, лат. Chronographus anni CCCLIIII) — давньоримський рукопис, створений у 354 році н. е. Фурієм Діонісієм Філокалом для багатого римлянина-християнина Валентина. Також для позначення як всього твору, так і його шостої частини — безпосередньо календаря — використовується назва «Календар Філокала» — за іменем каліграфа.

## Манускрипт і його списки
Оригінальний манускрипт не зберігся до нашого часу, вважається, що він існував ще за часів Каролінгів. До того часу було зроблено декілька списків — як з ілюстраціями, так і без них, які у свою чергу копіювалися в епоху Відродження.
Найбільш повна і достовірна копія ілюстрацій — малюнки олівцем у манускрипті XVII століття з колекції Барберіні (Ватиканська бібліотека, cod. Barberini lat. 2154.). Це — ретельно, під контролем знаменитого антиквара Ніколя-Клода Фабрі де Пейреска, скопійований «Люксембурзький Кодекс» (Codex Luxemburgensis), який сам був втрачений у XVII столітті. Малюнки, хоча і були копією з копії оригіналу, показують різноманітність джерел, з якими працював початковий ілюстратор рукописи — фрески, підлогові мозаїки, металеві вироби тощо. Римський оригінал, можливо, був різнокольоровим.
Деякі часткові копії або переробки збереглися з часів Каролінзького відродження і Ренесансу. Ботічеллі адаптував фігуру, яка персоніфікує місто Августу Треверу (суч. Трір), яка зображена у вигляді жінки, що тримає за волосся полоненого варвара, для свого твору «Паллада і кентавр».

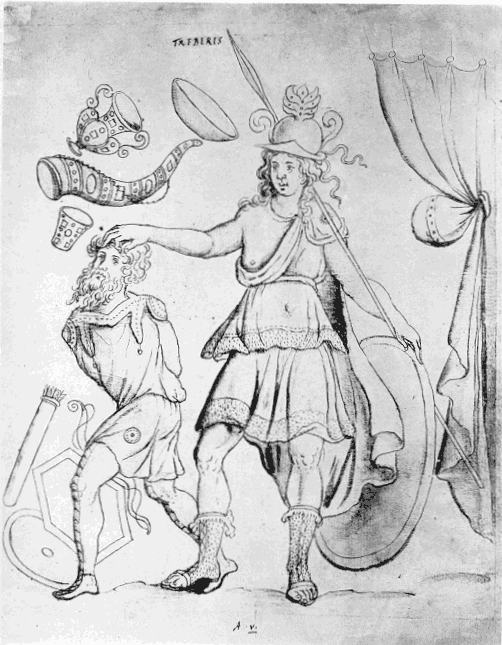
Персоніфікація Тріра в Хронографі 354 року.
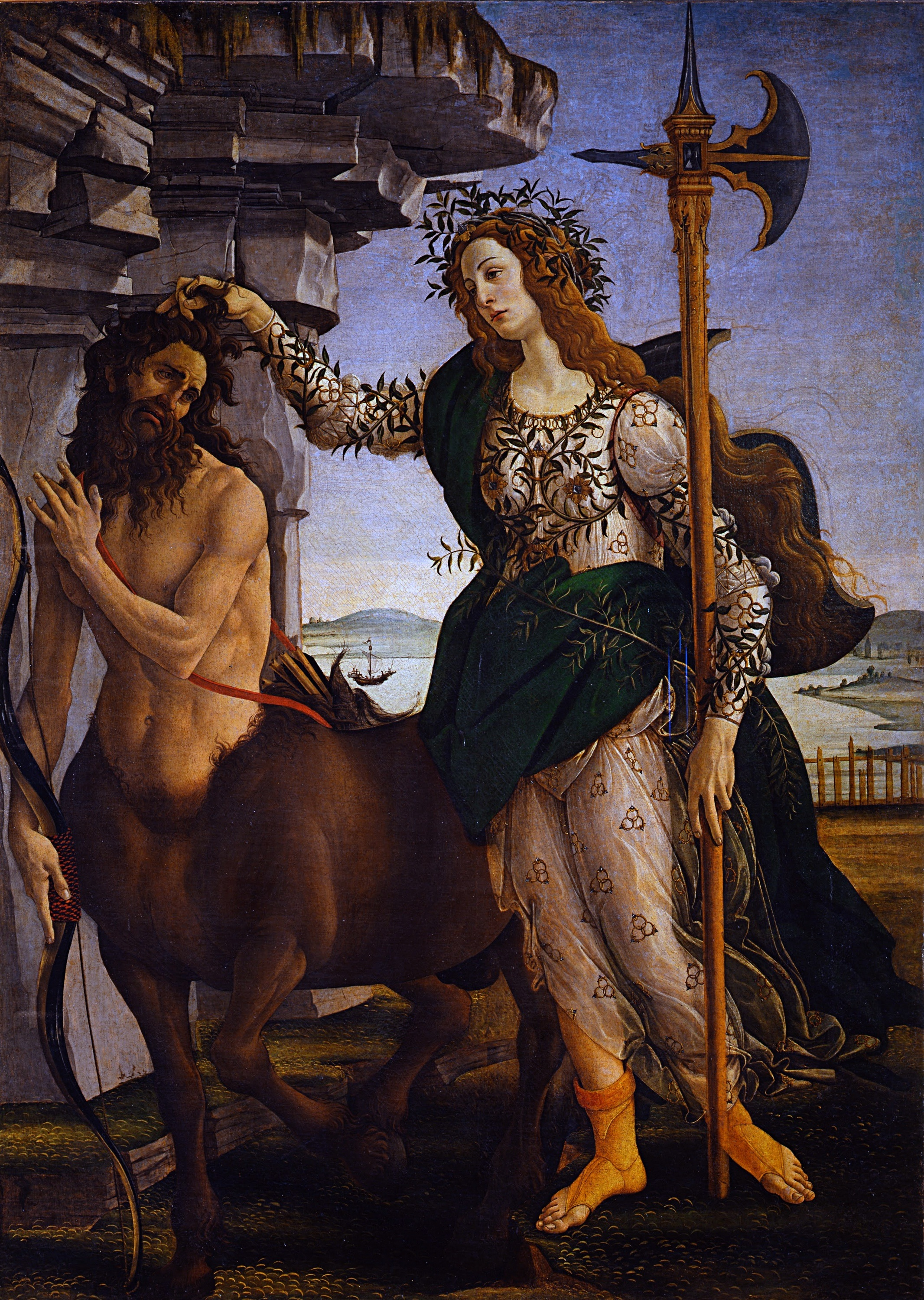
Сандро Ботічеллі. «Паллада і кентавр». ок. 1482

«Люксембурзький кодекс», який належав Пейреску на правах довгострокової оренди, пропав після смерті антиквара у 1637 році. Однак деякі листи пропали з «Люксембурзького кодексу» ще до того, як Пейреск придбав його, і зараз доступні завдяки іншим копіям Хронографа. Припущення Карла Норденфалька, що скопійований Пейреском «Люксембурзький кодекс» був римським оригіналом не підтвердилося.
Сам Пейреск вважав, що його манускрипт нараховував сім або вісім століть, і більшість дослідників, услід за Шапіро, довіряють антикварові у його оцінці.

## Зміст Хронографа
Фурій Діонісій Філокал був ведучим каліграфом періоду і очевидно, створив оригінальні мініатюри. Його ім'я зустрічається на титульному аркуші Хронографа. Філокал, також як і Валентин, був християнином.
Хронограф, як і всі римські календарі, більше скидається на альманах, ніж безпосередньо на календар: у ньому багато текстів і листів з елегантними алегоричними зображеннями місяців. Так, він містить важливий «Каталог папи Ліберія» зі списком римських пап і календар, відомий як «Календар Філокала», з якого збереглося одинадцять мініатюр. Серед іншої інформації — згадка про святкування Різдва (найбільш рання з усіх відомих). Всі збережені мініатюри супроводжені текстами.
Зміст, за кодексом Барберіні:

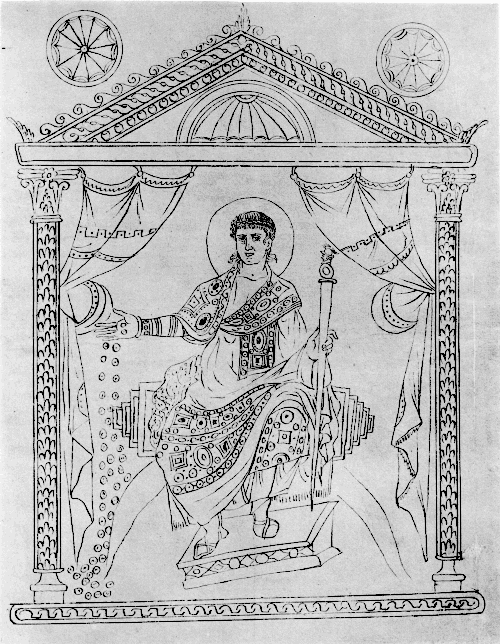
Портрет Констанція II з кодексу Барберіні.

- Частина 1: Титульна сторінка, присвяти Валентину — 1 мініатюра;
- Частина 2: Зображення персоніфікацій міст Риму, Олександрії, Константинополя і Тріра — 4 мініатюри;
- Частина 3: Посвячення імператорам і дні народження Цезарів (natales Caesarum) — 2 мініатюри;
- Частина 4 : Зображення планет погодинним календарем — 5 збережених мініатюр;
- Частина 5: Знаки Зодіаку — в рукописі Барберіні немає збережених мініатюр, 4 мініатюри в інших копіях;
- Частина 6: Календар Філокала — сім мініатюр — персоніфікацій місяців, в інших копіях — всі мініатюри. (Під 25 грудня текст —  N · INVICTI · CM · XXX — «Народження Непереможного, проводяться ігри, тридцять перегонів» — найстаріше літературне згадування язичницького свята на честь народження Непереможного Сонця;
- Частина 7: Портрети консулів — 2 мініатюри (останні в кодексі Барберіні); ідентифіковані як імператори Констанцій II та Юліан.
- Частина 8: Список римських консулів (Фастів) з часів встановлення Республіки до 354 року н. е.;
- Частина 9: Дати святкування Великодня з 312 до 411 р.;
- Частина 10: Список префектів міста Риму з 254 Ab Urbe condita по 354 р.;
- Частина 11: Дні пам'яті римських пап з Луція I 255 по Юлія I 352 р.;
- Частина 12: Дні пам'яті святих, починається зі слів:  VIII kal. Ian. natus Christus in Betleem Iudeae («За вісім днів до січневих календ 25 грудня, Народження Христа в юдейському Вифлеємі»);
- Частина 13: Список римських єпископів (Каталог папи Ліберія);
- Частина 14: «Книга поколінь» — світова хроніка від Адама до 354 року.
- Частина 15: Опис 14 районів міста Риму;
- Частина 16: Хроніка міста Риму (список правителів з короткими коментарями).